# Rezolucja Rady Bezpieczeństwa ONZ nr 1085

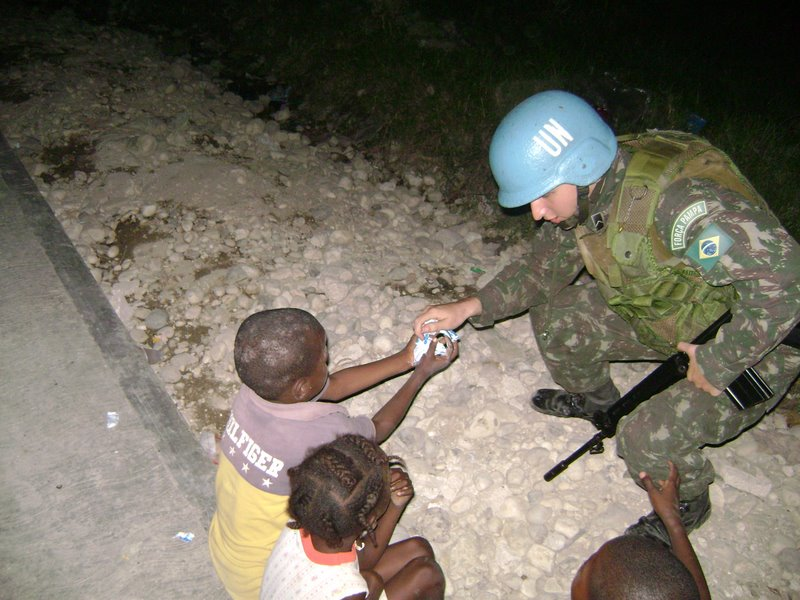
Brazylijski żołnierz na Haiti podczas jednej z późniejszych operacji pokojowych ONZ

Rezolucja Rady Bezpieczeństwa ONZ nr 1085 została przyjęta jednomyślnie 29 listopada 1996 r.
Rada przedłużyła mandat Misji Wsparcia Narodów Zjednoczonych na Haiti na okres przejściowy do dnia 5 grudnia 1996 r..

## Ówcześni członkowie rady

### Członkowie stali:[2]
- Chiny
- Francja
- Rosja
- Stany Zjednoczone
- Wielka Brytania

### Członkowie niestali:
- Botswana
- Chile
- Egipt
- Gwinea Bissau
- Honduras
- Indonezja
- Korea Południowa
- Niemcy
- Polska
- Włochy